# Муратов, Василий Гаврилович
Василий Гаврилович Мура́тов (1776 — 18 января 1848) — действительный статский советник, 
слободско-украинский (1815-1827) и олонецкий (1827) губернатор. Писатель и переводчик, публиковался под псевдонимами Мртвм и Вельм.

## Биография
Родился в дворянской семье Владимирской губернии. Получил домашнее образование, с 9-летнего возраста (то есть с 1785 года) был приписан к лейб-гвардии конному полку. Помещал свои переводы с немецкого в 1792—1793 годах в журнале «Новые Ежемесячные Сочинения». Отдельно издал переведённую с французского «Краткую пневматику, с предшествующим введением о философии вообще» (Санкт-Петербург, 1791) и оригинальную «Новейшую детскую географию» (там же, 1792).
С 1794 года имел звание капитана, служил в легкоконных полках, затем в канцеляриях Зубова и Долгорукова. В 1796 году вышел в отставку, получив должность коллежского асессора. Служил под началом вице-канцлера, затем при Коллегии иностранных дел, будучи там руководителем секретной экспедиции, затем был директором министерской канцелярии. В 1803 году по состоянию здоровья вышел в отставку. 26.06.1809 года, после обращений к некоторым высокопоставленным лицам, Муратов был назначен слободско-украинским вице-губернатором. 
В 1812 году с губернатором И. И. Бахтиным собрал ополчение и средства на борьбу с Наполеоном. С 1815 года слободско-украинский губернатор. Активно вводил военные поселения, чем заслужил расположение графа Аракчеева. В 1819 году участвовал в подавлении восстания военных поселян в Чугуеве. В 1827 году по собственной инициативе лично участвовал в допросах виновных лиц по делу о запрещённых сочинений, найденных у студентов и офицеров в слободско-украинской губернии. Однако расследование было поручено не ему, а киевскому губернатору П. Ф. Желтухину, а позже С. С. Стрекалову. В сентябре 1827 года Муратов был назначен олонецким гражданским губернатором, но к делам так и не приступил и в ноябре вышел в отставку. Последние годы жил в имении жены в селе Спас-Шимохтино Александровского уезда Владимирской губернии. Скончался в 1848 году и похоронен в Спасо-Андронниковом монастыре в Москве.

## Семья
Жена — Анна Николаевна Гарденина (ум. 04.04.1855), дочь фабриканта Николая Яковлевича Гарденина (1759—1799) от его брака с купеческой дочерью Марией Ивановной Голиковой (1764—1839). По словам Топчиева, в период своего губернаторства «ни Муратов, ни его жена взяток не брали, но брали их приближенные, во главе которых стояла теща, настоящая Баба-Яга. Муратов, к несчастью жителей Харьковской губернии, долго занимал губернаторское место, пользуясь покровительством Аракчеева». Похоронена вместе с матерью при Спасской церкви в селе Спас-Шимохтино Владимирской губернии. В браке имела три сына и три дочери:
- Елизавета, замужем за лейб-гвардии поручиком Алексеем Михайловичем Мартыновым (1799—после 1849); их дочь Анна (1823—1908) замужем за князем П. Р. Багратионом.
- Гавриил (ум. 1864), гвардии капитан.
- Надежда, замужем за штабс-ротмистром Хлебниковым.
- Платон, служил в лейб-гвардии Семёновском полку, капитана.
- Павел (ум. 1854),  штабс-капитан.
- Мария (1820—06.12.1850), отличалась весьма хорошим воспитанием и образованием, была кротка и добродушна. Брак её с коллежским регистратором Петром Петровичем Родзянко (1807—1852) не был удачным. Муж вёл крайне безнравственную жизнь, расточал своё состояние на любовников и нисколько не заботился о судьбе жены и дочери. Для того, чтобы прикрыть свое поведение Родзянко всячески клеветал на свою жену и старался вовлечь её в какую-нибудь непозволительную связь. Столь несчастная жизнь отразилась на здоровье Марии Васильевны, вследствие развившейся депрессии, она застрелилась. Похоронена на Байковом кладбище в Киеве. Дочь — Евдокия (1839—1909), замужем за князем Александром Ивановичем Хилковым (1833—1907).